# Erzbistum Samarinda
Das Erzbistum Samarinda (lateinisch Archidioecesis Samarindaensis, indonesisch Keuskupan Agung Samarinda) ist eine römisch-katholische Erzdiözese mit Sitz in Samarinda in Indonesien.

## Geschichte
Papst Pius XII. gründete das Apostolische Vikariat am 21. Februar 1955 aus Gebietsabtretungen des Apostolischen Vikariats Banjarmasin. Am 3. Januar 1961 wurde es in den Rang eines Bistums erhoben, das dem Erzbistum Pontianak als Suffragandiözese unterstellt wurde.
Einen Teil seines Territoriums verlor es am 9. Januar 2002 zugunsten der Errichtung des Bistums Tanjung Selor. Am 29. Januar 2003 wurde es in den Rang eines Metropolitanerzbistums erhoben.

## Ordinarien

### Apostolischer Vikar von Samarinda
- Jacques Henri Romeijn MSF (10. Juli 1955 – 3. Januar 1961)

### Bischöfe von Samarinda
- Jacques Henri Romeijn MSF (3. Januar 1961 – 11. Februar 1975, zurückgetreten)
- Michael Cornelis C. Coomans MSF (30. November 1987 – 6. Mai 1992, gestorben)
- Florentinus Sului Hajang Hau MSF (5. April 1993 – 29. Januar 2003)

### Erzbischof von Samarinda
- Florentinus Sului Hajang Hau MSF (29. Januar 2003 – 18. Juli 2013)
- Justinus Harjosusanto MSF (seit 16. Februar 2015)

## Statistik
| Jahr | Bevölkerung | Bevölkerung | Bevölkerung | Priester     | Priester         | Priester       | Priester               | Ständige Diakone | Ordensleute  | Ordensleute      | Pfarreien |
| Jahr | Katholiken  | Einwohner   | %           | Gesamtanzahl | Diözesanpriester | Ordenspriester | Katholiken je Priester | Ständige Diakone | Ordensbrüder | Ordensschwestern |           |
| ---- | ----------- | ----------- | ----------- | ------------ | ---------------- | -------------- | ---------------------- | ---------------- | ------------ | ---------------- | --------- |
| 1969 | 14.500      | 900.000     | 1,6         | 18           | 1                | 17             | 805                    |                  | 19           | 23               | 8         |
| 1980 | 38.170      | 1.065.000   | 3,6         | 25           | 2                | 23             | 1.526                  |                  | 31           | 21               | 14        |
| 1990 | 64.653      | 1.662.478   | 3,9         | 34           | 3                | 31             | 1.901                  |                  | 33           | 38               | 23        |
| 1999 | 125.272     | 2.294.841   | 5,5         | 13           | 13               |                | 9.636                  |                  | 3            | 69               | 35        |
| 2000 | 134.937     | 2.294.851   | 5,9         | 51           | 15               | 36             | 2.645                  |                  | 50           | 72               | 37        |
| 2001 | 158.053     | 2.637.755   | 6,0         | 50           | 15               | 35             | 3.161                  |                  | 49           | 73               | 39        |
| 2002 | 99.888      | 1.538.601   | 6,5         | 31           | 19               | 12             | 3.222                  |                  | 26           | 55               | 15        |
| 2003 | 162.257     | 1.483.711   | 10,9        | 34           | 13               | 21             | 4.772                  |                  | 25           | 73               | 23        |
| 2004 | 122.428     | 2.374.744   | 5,2         | 35           | 14               | 21             | 3.497                  |                  | 25           | 70               | 23        |
| 2010 | 97.171      | 2.567.000   | 3,8         | 41           | 15               | 26             | 2.370                  |                  | 29           | 66               | 25        |